# Canoë
Pour les articles homonymes, voir Canoë (homonymie).
« Canoe » redirige ici.  Pour le prince-marchand, voir John Canoe.
Cet article présente le canoë d'origine nord-amérindienne. Pour les autres sens, voir canot et pirogue.
Le canoë, ou canoé, également appelé canot au Canada et canoë canadien en France, est un type de pirogue légère non pontée, mue à la pagaie simple, destiné à la navigation sur les rivières et les lacs. Il peut exceptionnellement être équipé de voile latine, lorsque le canoë est équipé de dérives latérales.
Construit à l'origine par des peuples nord-amérindiens, le canoë moderne est aujourd'hui utilisé dans diverses pratiques récréatives et sportives. La personne pratiquant le canoë se nomme « canoéiste » ou parfois « céiste ».
Le canoë est parfois confondu avec le kayak (embarcation des Inuits), la pratique sportive ou de loisir avec toutes embarcations propulsées à la pagaie étant souvent désignée en français par l'expression « canoë-kayak ». En français et dans d'autres langues, le terme « canoë » peut aussi être synonyme de n'importe quel type d'embarcation à pagaie simple (canot).

## Étymologie et sens
Le mot « canoë » provient de l'espagnol canoa, qui est lui-même dérivé de l'arawak Ka-no-a, qui signifie « flotter sur l'eau »,.
Le mot canoé est apparu en France en 1535 après les voyages de Cartier chez les Iroquoïens du Saint-Laurent. Les gens de Stadacona utilisent alors le terme de Canouey ou casnouey (voir Cartier dans Bideaux, Relations, 1984, p. 181) pour décrire leurs embarcations. Cinquante années plus tard en 1584, L. Leroy parle de « canoes indiennes », sans tréma. La forme « canot » est consignée dans le Dictionnaire françois de César-Pierre Richelet en 1680. Dix ans plus tard, canoes et canot furent consignés dans le Dictionnaire universel d'Antoine Furetière. Canot est déjà présent dans les récits de Marc Lescarbot et est entré dans l'usage en Nouvelle-France dès le milieu du XVIIe siècle comme en font foi les Relations des jésuites. Le remplacement du « e » par le « t » provient probablement du rapprochement des mots ayant la même assonance, comme « fagot ». La forme « canot » reste la forme utilisée jusqu'au Littré. À la suite d'une évolution divergente du français populaire qui réemprunte le mot de l'anglais canoe (prononcé /kəˈnuː/) pour les canots en canevas sous la forme « canoë » (prononcé /ka.nɔ.e/), l'erreur de prononciation devient finalement la règle. Quant aux Canadiens, ils n'ont jamais adopté cet usage, le considérant comme un anglicisme. Ce mot, prononcé /ka.nɔ.e/ (parfois avec un [o] fermé, /ka.no.e/), apparait en français sous différentes orthographes, selon les époques. Il était écrit canoé au XIXe siècle (Guérin 1892), parfois canoe. Le mot apparait avec le tréma à partir du Larousse XXe siècle (Quillet, 1965), traduisant en français l'inflexion de la prononciation anglaise canoe (pour indiquer que la voyelle [o] doit être prononcée séparément).
La confusion entre le canoë et d'autres embarcations vient également du mode de propulsion de ces embarcations assurée par une pagaie, objet non fixé à l'embarcation qui permet une grande souplesse notamment pour orienter l'embarcation. Ce principe est aussi utilisé par les oumiaks, les kayaks ou plus récemment les rafts. A contrario, les barques ou gondoles possèdent des avirons, propulseurs solidaires de l'embarcation.

## Histoire

### Origines historiques
Les embarcations humaines les plus anciennes sont des pirogues monoxyles, construites à partir d'un tronc d'arbre évidé. Les Nord-Amérindiens construisaient également ce type d'embarcations primitives, à l'exemple de la pirogue monoxyle de la tribu Nuu-chah-nulth de l'île de Vancouver, dont la coque est construite à partir d'un seul tronc d'arbre. Ces pirogues en bois (genévrier, cèdre) partagent un style commun avec d'autres cultures du Pacifique et elles étaient utilisées pour le transport côtier et la chasse (rorqual, baleine grise).
Les canoés du site néolithique de La Marmotta en Italie centrale sont également creusés dans des troncs d'arbres (chêne, aulne, peuplier, hêtre). Datés entre 5700 et 5150 av. notre ère, ils sont équipés de renforcements longitudinaux qui accroissent la longévité de l'embarcation et aident à la stabilisation pour une meilleure tenue en mer ; ils ont aussi des pièces en T trouées pour le passage de cordages, soit pour une voile soit pour une liaison avec un autre canoé qui en ferait un type de catamaran.

### Canoë amérindien en écorce

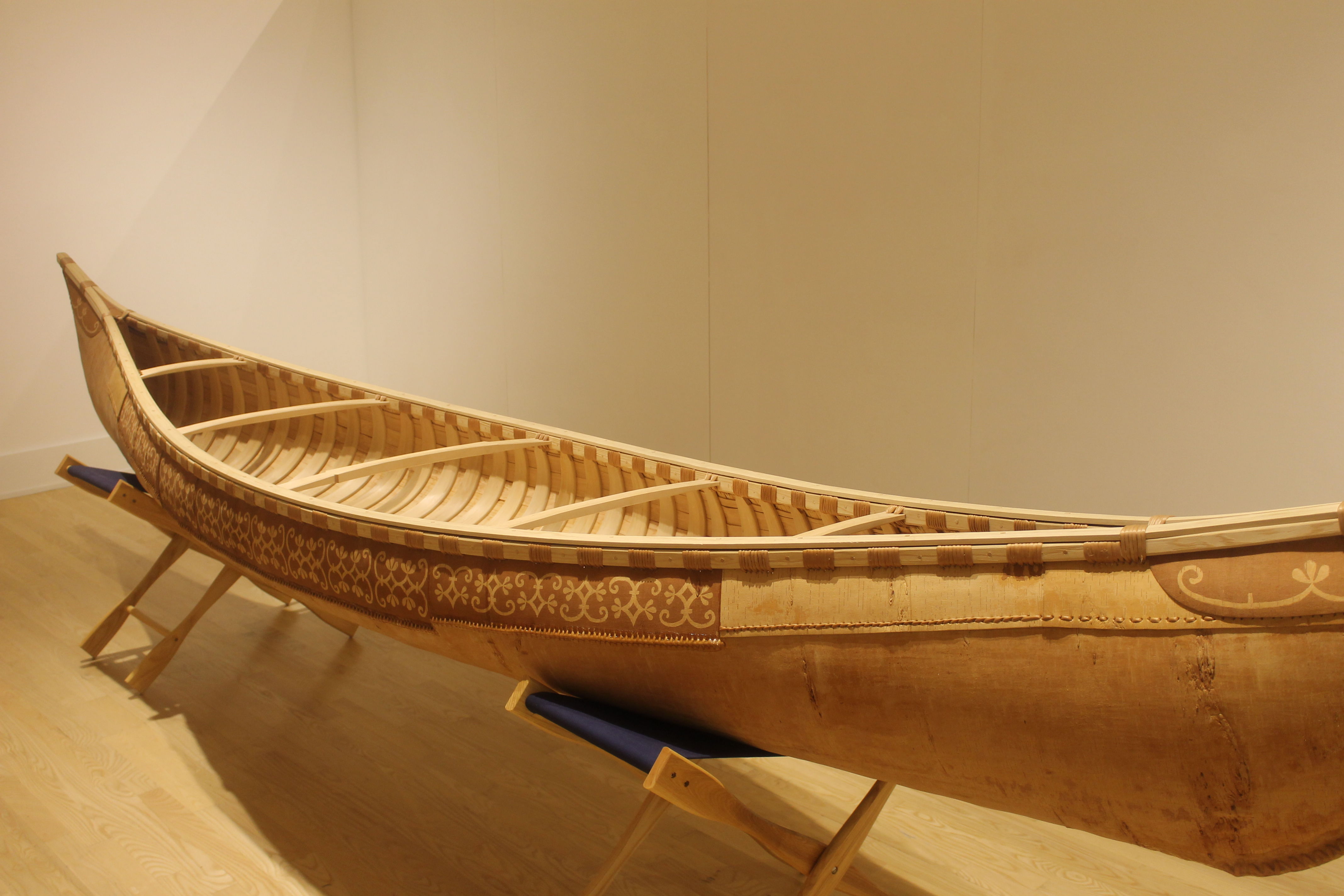
Reconstitution d'un canoë amérindien en écorce, Abbe Museum.

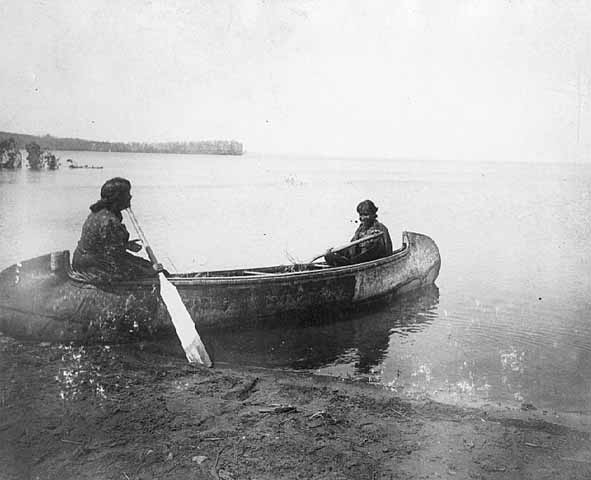
Photographie de femmes ojibwées dans un canoë sur le lac Leech vers 1896.

Le canoë des Amérindiens avait un rôle central dans leur vie quotidienne et était utilisé sur les lacs et rivières pour le transport, le travail (pêche, chasse, cueillette), la guerre, les actes culturels et l'exploration des territoires.
La construction du canoë en écorce faisait appel à des techniques complexes, qui variaient selon les régions et les populations. On en trouve une description chez Louis Hennepin, qui a vécu au Canada de 1676 à 1681.
Le canoë était généralement construit à partir d'une structure en bois, constituée de lanières de bois (frêne) ployées, rigidifiées par des barres d'écartement. L'armature était ensuite recouverte de grands morceaux d'écorce (mâchecoui), constituant le bordage, généralement de l'écorce de bouleau blanc cousus entre eux, ou parfois de peaux. La couture pouvait être réalisée par des racines d'épinette fendues dans le sens de la longueur. L'étanchéité et le colmatage des coutures étaient réalisées avec de la résine de conifères. Le bordage pouvait être doublé interieurement.
Cette embarcation était très légère (facilitant le portage), très maniable, mais aussi très fragile. À titre d'anecdote, les Amérindiens ne toléraient pas que les Européens montent dans leurs canoës avec leurs grosses bottes. De plus, lorsqu'ils voulaient aborder la rive, les autochtones devaient se jeter à l'eau pour éviter que le canot ne heurte la grève. Quand venait le temps de faire un portage, le canot d'écorce était avantageux vu sa relative légèreté. Le canoë typique en écorce de bouleau « avait une longueur de 6 mètres et pouvait charger jusqu’à 450 kg avec deux ou trois convoyeurs ». Comme il est possible d'y installer une voile, on peut faire jusqu'à 120 ou 140 km par jour par vent favorable.
L'usage du canoë était limité aux régions forestières du bouleau ; les embarcations autochtones des régions plus au sud étaient des pirogues (tronc d'arbre évidé), plus au nord des kayaks ou des oumiaks (armature couverte de peaux).

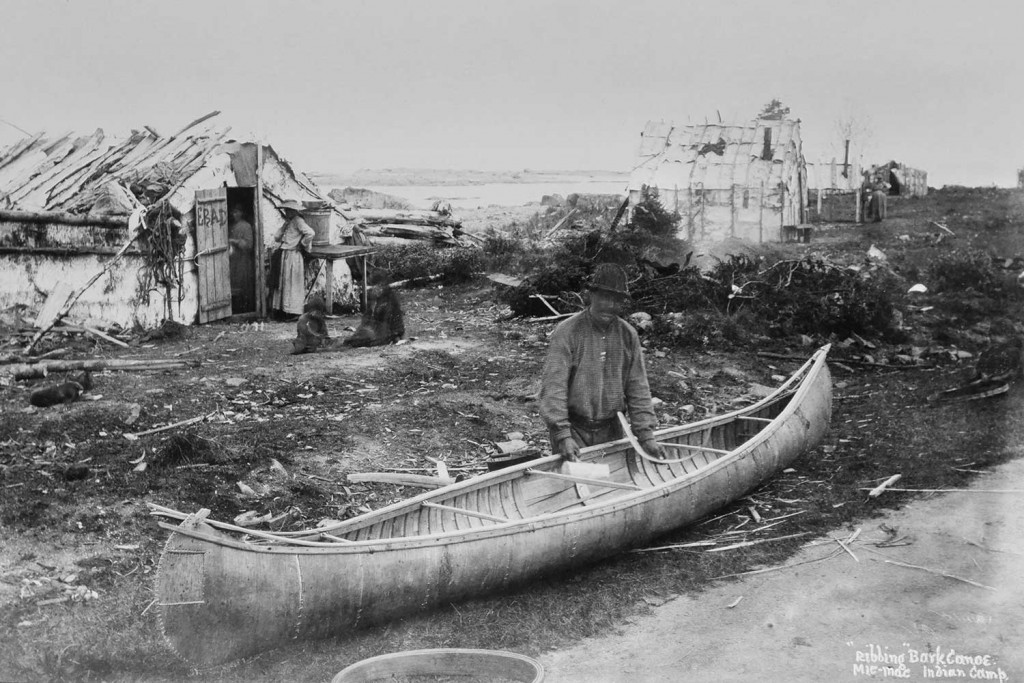
Construction de la membrure d'un canoë d'écorce, camp micmac, Matapédia (?), vers 1870.
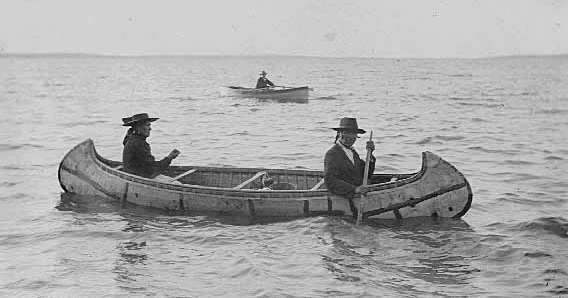
Ojibwés en canoë vers 1910.
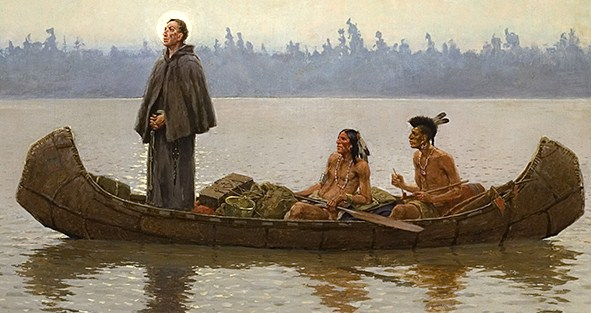
Peinture de Henry Farny, 1910
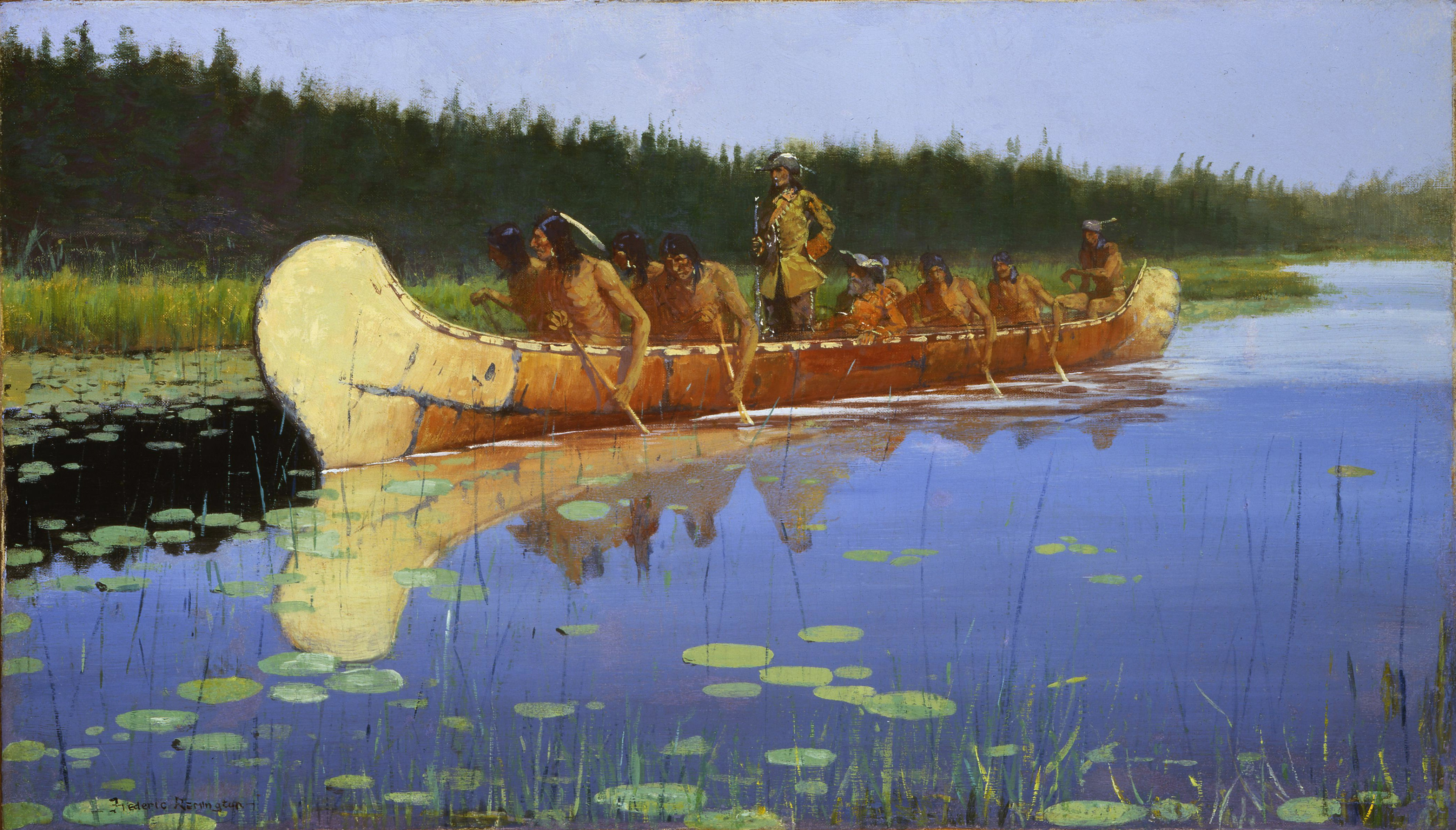
Grand canoë, peinture de Remington, 1905.

### Canoë des colons européens

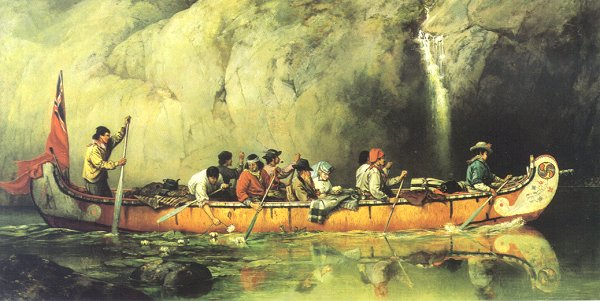
Voyageurs passant une cascade en canot, 1869, Frances Anne Hopkins. Scène représentant un gros canot à marchandises de la Compagnie de la Baie d'Hudson passant devant une chute, probablement sur la Rivière des Français.

En 1534 Jacques Cartier découvrit le canot des Micmacs, qu'il utilisa ultérieurement pour certains de ses déplacements. Dès le début du XVIIe siècle, les colons du Canada utilisent le canoë comme moyen de transport vers les contrées plus à l'ouest ou au nord, devenant ainsi indispensable aux trappeurs, coureurs des bois, aux marchands (commerce de la fourrure), et voyageurs. Les compagnies marchandes améliorèrent le canot traditionnel, avec des constructions bien plus imposantes : le « canot à voyageurs » ou le « canot à marchandises » appelé aussi rabaska, beaucoup plus longs et larges, pouvaient transporter jusqu'à 4 tonnes et 12 personnes, mais nécessitaient des tirants d'eau plus importants. Le canoë devint également indispensable au XIXe siècle pour l'exploration du Nord-Ouest canadien, par les prospecteurs miniers (ruée vers l'or) et prospecteurs forestiers.

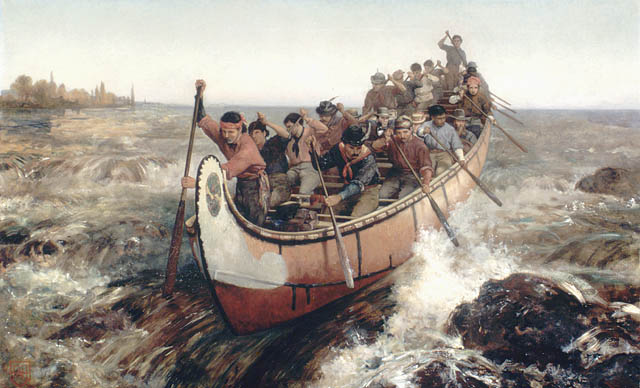
Descente de rapides, peinture de Hopkins, 1879

Ces voyages furent l'objet de nombreux récits et représentations artistiques, créant un imaginaire d'une nation et d'une nature sauvage fortement liées au canoë. De même les récits et romans des XVIIIe et XIXe siècles créèrent en Amérique et en Europe le mythe de l'aventurier solitaire, en communion avec la nature, affrontant les dangers de la rivière sur son canoë.
À partir du milieu du XIXe siècle, la construction de canoës se rapprocha des techniques de charpenterie européenne : le canoë était construit entièrement en planches de bois (bordages à clin ou à franc-bord), ou bien bordé et recouvert de toile de coton (peinte et vernie). Les premières compagnies de construction de canoës apparaissent aux États-Unis (Old Town Canoe Company, 1880) et au Canada (Peterborough Canoe Company, 1892). La construction de canoës d'écorce fut ainsi abandonnée (avec la raréfaction du bouleau blanc), mais préservée de l'oubli par de lointaines tribus amérindiennes.
Au début du XXe siècle, le canoë disparut progressivement comme moyen de transport utilitaire, remplacé par le chemin de fer, les routes, et les embarcations à vapeur ou moteur.

### Canoë de loisir

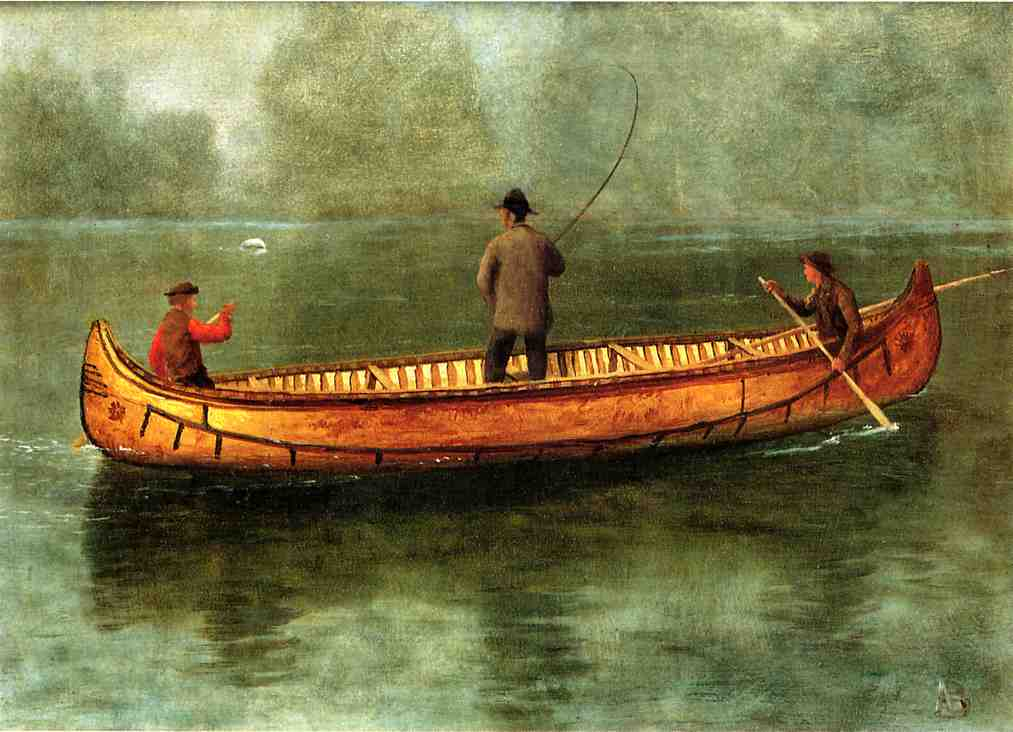
Pêche depuis un canoë, par Albert Bierstadt (1830–1902)

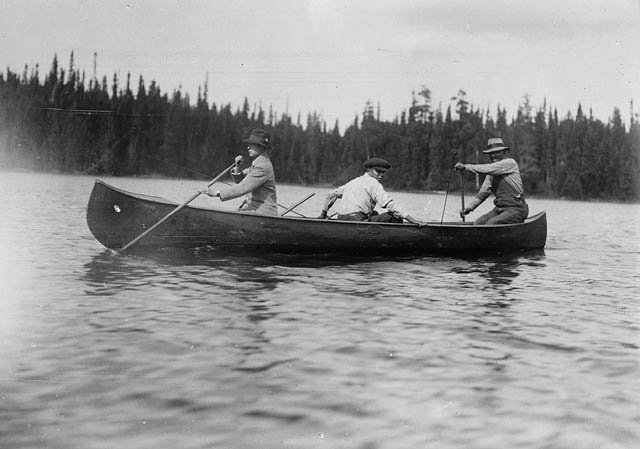
Le Prince Edward sur la rivière Nipigon en 1919.

Dès le XIXe siècle apparait au Canada et aux États-Unis la pratique du canoë à des fins récréatives (promenade, chasse, pêche), chez les militaires et la bourgeoisie citadine. Cet engouement s'étend ensuite à l'ensemble des classes aisées, attirées par des séjours dans les espaces naturels canadiens (Laurentides, Parc Algonquin…).
Le philosophe Henry David Thoreau est le premier à décrire le plaisir et les aspects spirituels de la croisière en canoë ; dans son récit de voyage Une semaine sur les fleuves Concord et Merrimac (1857) il décrit son périple en canoë dans la nature sauvage du Maine. Le concept du voyage en canoë par plaisir est encore popularisé par différents auteurs et livres : A Thousand Miles in the Rob Roy Canoe (1866) de John MacGregor, fondateur du Royal Canoe Club (en) britannique la même année. Nathaniel Holmes Bishop relie, dans un canoë en papier, le golfe du Mexique depuis la ville de Québec durant l'hiver 1874-5 .Robert Louis Stevenson décrit son périple en France et Belgique dans Voyage en canoë sur les rivières du Nord (1878).
Le développement des voies de transport fluvial développa encore cet attrait, pour les excursions dans la nature, et l'apparition vers 1900 du canot-camping. L'Association canadienne de canot est créée en 1900, et dédiée au canoë de randonnée (nature, chasse, pêche).

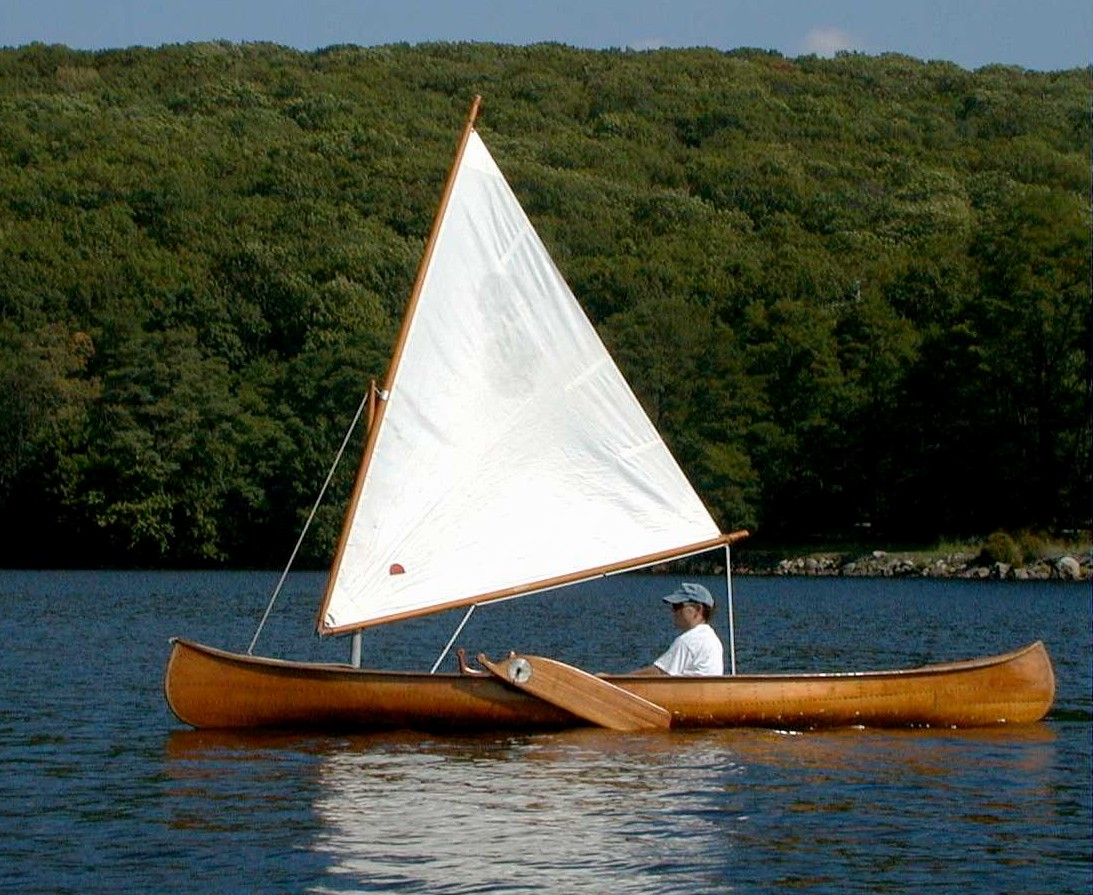
Le canoë à voile était déjà utilisé par les Amérindiens pour se déplacer sur les lacs. La pratique sportive a été abandonnée vers 1920-1930.

À l'identique des jeux traditionnels amérindiens, la première compétition de canoë fut organisée au port d’Halifax en 1826. En 1860 est créé à Halifax le premier club de canoë du Canada. Le canoë de compétition (régates), ainsi que le canoë à voile (abandonné vers 1920-1930), prirent de plus en plus d'importance. L'aspect sportif et compétitif poussa progressivement à l'écart les pratiques de nature.
À partir de la crise de 1929, l'engouement pour le canoë diminua très fortement ; en raison d'un contexte économique difficile (diminution des loisirs, pauvreté) et d'une image archaïque attachée au canoë (moyen de transport rustique et dépassé). La pratique et la construction de canoë cessent presque totalement. Les anciens canoës sont abandonnés en objets de décoration. L'intérêt du canoë ne perdure que dans de rares camps de jeunes (canoë traditionnel), ou bien auprès de la bourgeoisie (canoë de lac en bois précieux).
L'intérêt pour le canoë récréatif réapparait à partir des années 1950 et se développe surtout dans les années 1980, en raison de développement technologique (canoës modernes, plus solides et moins chers), et d'une démocratisation des loisirs. Au Canada, la diversité des nouveaux loisirs et sports ne donne plus au canoë la place centrale qu'il avait par le passé, et la majorité des pratiquants se détachent de l'origine historique et des liens culturels du canoë. Dans le même temps, les sports et pratiques en rivières se diversifient avec l'apparition d'autres types d'embarcation (kayak, raft, sit-on-top, canot à moteur).

## Constructions modernes

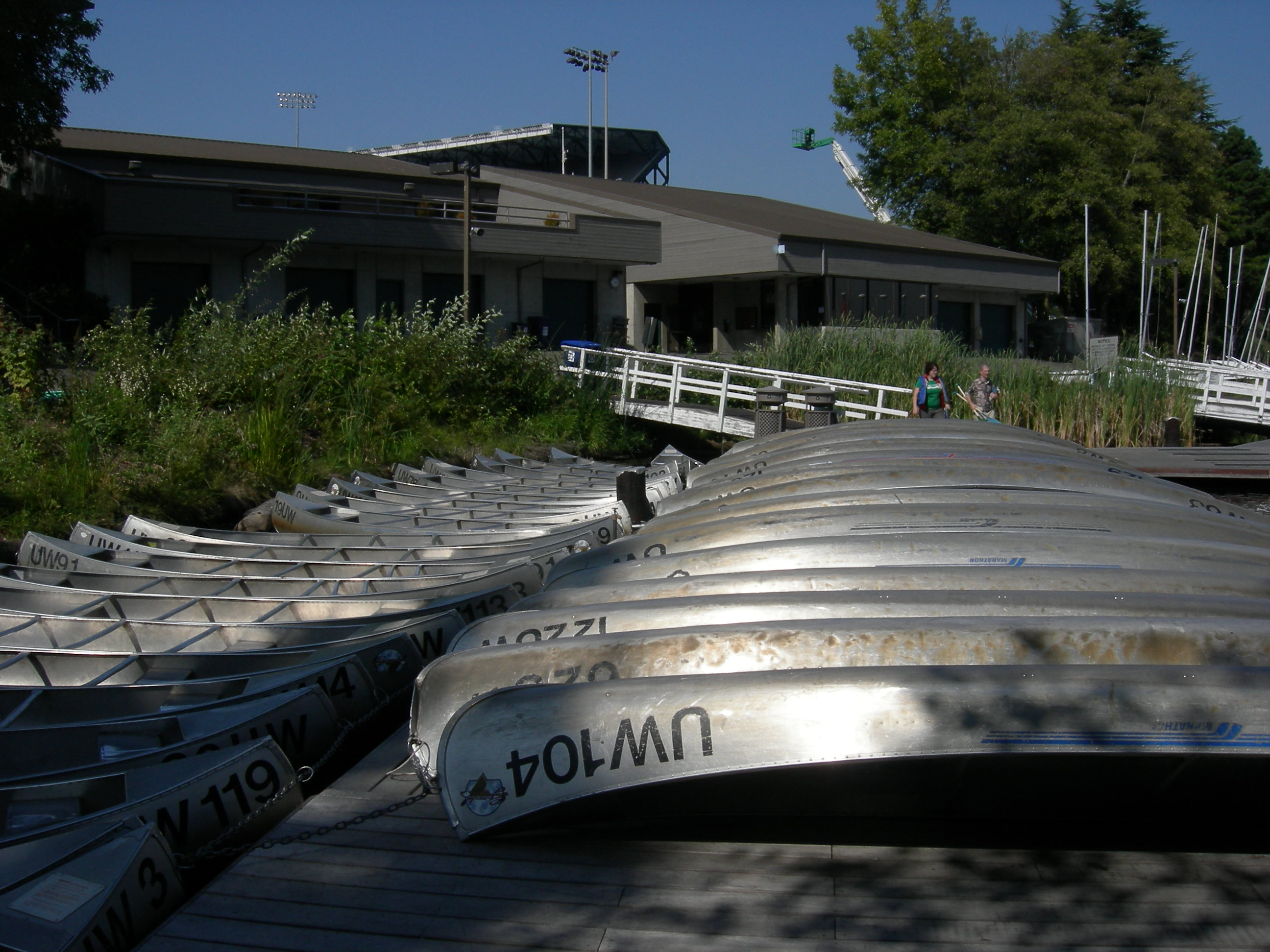
Les canoës en aluminium étaient appréciés pour leur solidité, légèreté et absence d'entretien, avant l'arrivée des canoës en kevlar ou ABS.

La majorité des canoës sont aujourd'hui fabriqués en fibre de verre, en kevlar, en plastique (ABS).
On retrouve aussi encore quelques modèles de cèdre et de cèdre entoilé. Ils présentent l'avantage d'être relativement légers ; on s'en sert donc pour avoir accès à des lieux reculés. Au contraire d'autres canots et barques, le canoë peut se porter aisément, ce qui permet de contourner les obstacles (rapides, chutes, maigres, espace de terre entre deux lacs).
Un canoë de taille moyenne mesure environ 5 m. Les canoës de cette longueur conviennent à l'utilisation en solo ou en duo. Les groupes d'une dizaine de personnes peuvent utiliser un rabaska, plus long et plus large, qui mesure autour de 8  à   9 m. Les amateurs d'eau vive utilisent plutôt des canoës courts, et plus gironnés, généralement construits en ABS.

### Équipements
Les pagaies sont en composites (dont fibre de carbone) ou en bois, en plastique ABS, et ont différentes formes selon l'activité pratiquée, course en ligne, descente, slalom. La pale de la pagaie est parfois plate à l'intérieur, ou creuse, ce qui offrent une meilleure traction pour un effort donné.
La pratique moderne du canoë est incluse dans les activités désignées depuis le milieu du XXe siècle par « canoë-kayak » ou par « sports de pagaie ».

### Randonnée
Le canoë est utilisé pour des promenades, et parfois pour de longs voyages.
Le canot-camping consiste en un séjour de plusieurs jours en canot en autonomie. Le canot-camping permet de découvrir des lieux sauvages et isolés, et de vivre au cœur de la nature. L'activité peut présenter différents niveaux de difficulté, en fonction du choix de l'itinéraire et du rythme, du familial à l'extrême. On utilise généralement des canots de longueur moyenne, avec un giron modéré, qui offre un maximum de polyvalence.

### Sport de compétition

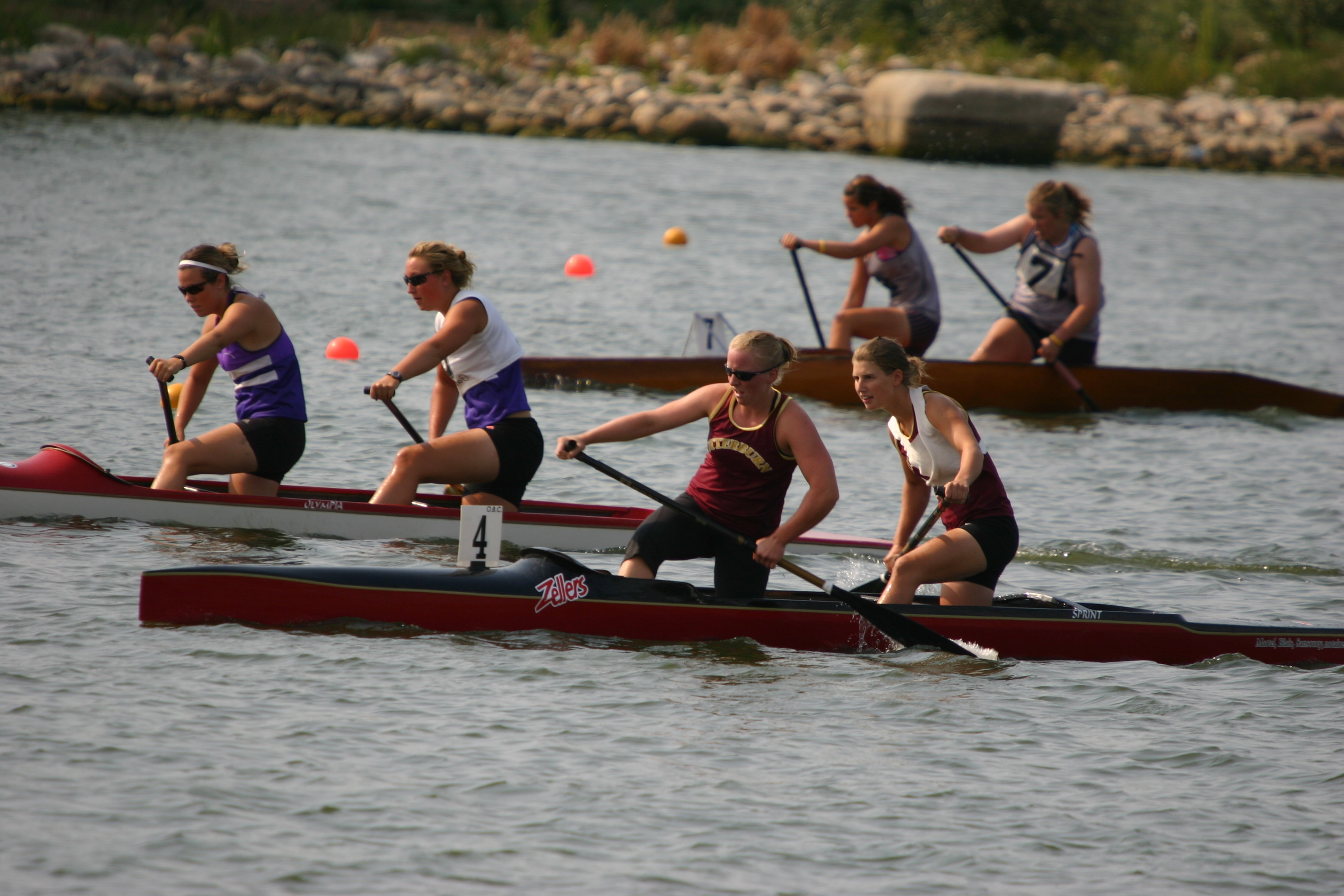
Pratique sportive : course de canoë double (C2)

On distingue plusieurs disciplines sportives faisant usage du canoë en eau calme ou vive. Dans le premier cas, une seule discipline est pratiquée : il s'agit de la course en ligne, olympique depuis 1936. On y course le canoë à une place (c-1), à deux places (c-2), à quatre places international (I-C-4) et dans le cas du Canada, le canoë à quatre places (c-4) Canadien ainsi que le canoë à 15 places (c-15) sont ajoutés. La course en ligne est pratiquée sur des distances de 1 000 m, 500 m et 200 m. Pour ce qui est de l'eau vive, il existe plusieurs disciplines, dont les deux principales sont la descente de rivière et le slalom. Ce dernier est olympique depuis 1992 après l'avoir été à Munich en 1972.

### Navigation en eau-vive

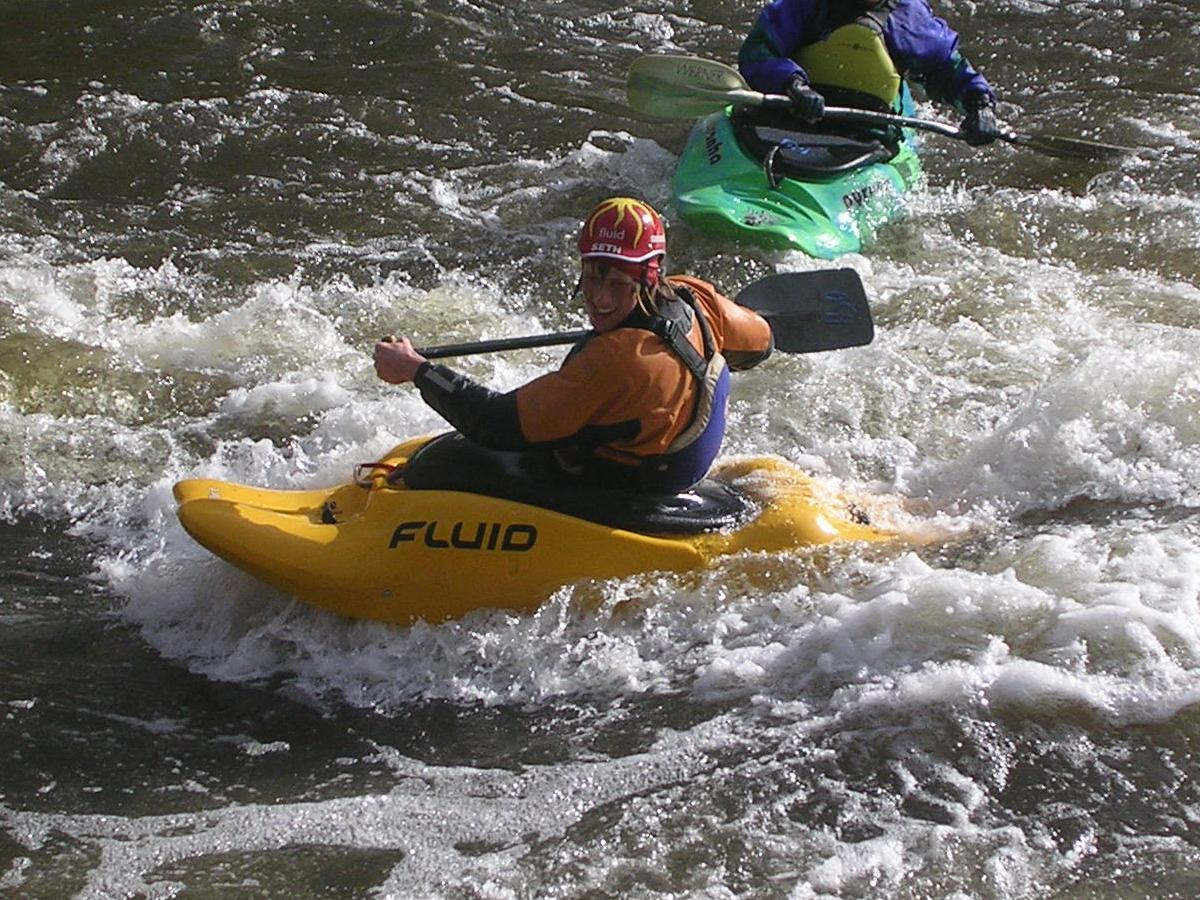
Canoë de rodéo (freestyle), dédié au jeu et figures dans l'eau vive.

En eau-vive, le céiste doit utiliser différentes techniques pour tirer profit des courants, contre-courants, vagues, etc. Cette activité se pratique en rivière naturelle ou artificielle. À moins de s'intégrer dans un itinéraire de canot-camping, on utilise de préférence un petit canot fortement gironné, pour un maximum de manœuvrabilité. L'eau vive présente un réel danger, et il est important de prendre toutes les précautions nécessaires à cet environnement. Le danger inclus la possibilité de chuter de son embarcation dans un rapide et de se noyer en étant coincé sous un rocher.

### Chasse et pêche
Le canot est idéal pour accéder à des lieux reculés, puisqu'il est léger et se porte facilement. Les chasseurs et pêcheurs qui recherchent ces lieux utilisent donc fréquemment le canot, ou le canot tronqué (freighter) sur lequel on peut installer un petit moteur.

## Techniques
Pour être agréable, la pratique du canoë demande une connaissance de base des techniques, sans quoi le céiste peinera à maintenir sa direction, même en eau calme. Avec l'amélioration des matériaux utilisés dans la fabrication des canots, le sport a grandement évolué. Des matériaux tels que le Royalex et le Royalite, matériaux communément appelés ABS, font en sorte que les canoteurs ne redoutent plus les sections turbulentes sur les rivières, d'où l'avènement d'un type de canotage beaucoup plus sportif et extrême.

### Propulsion
Le pagayeur est installé assis sur un siège, un pouf ou un barreau, les genoux au fond du bateau. En compétition, on utilise des calages au niveau des genoux et des hanches. La pagaie (à une pale) n'est habituellement utilisée que d'un seul côté du canoë, et il faut donc 'redresser' la direction. Ceci est assuré par un 'redressement', soit en faisant gouvernail à l'arrière (débutants, loisir), soit en « col de cygne », ou « coup en J » (freine moins, pas d'à-coup).
En canoë de course en ligne, le « céiste » a une position dite "en tchèque", un genou au fond du bateau, l'autre en "fente avant", qui permet de produire un effort plus intense.

### Navigation en eau vive
Aux techniques de propulsion décrites ci-dessus s'ajoutent d'autres techniques pour agir sur la direction et l'équilibre (« manœuvres »), souvent associées pour réaliser des « figures » de style, mais aussi pour gérer la navigation (tactiques, sécurité).
Par exemple, la manœuvre de l’« appel » consiste à utiliser une pale de la pagaie qui agit passivement en incidence à l'avant du bateau pour tourner rapidement. L‘écart consiste à déplacer le bateau latéralement ; la propulsion circulaire permet de corriger activement la direction ; les appuis, en suspension ou en poussée, permettent de stabiliser une gîte excessive voire redresser le bateau ; l’esquimautage permet de retourner complètement le bateau chaviré sans sortir du bateau ; l'ancrage permet d'accrocher le bateau dans un virage pour empêcher de déraper ; la chandelle est une figure consistant à soulever l'avant ou l'arrière du bateau, souvent à la faveur d'une vague ; le soleil est une chandelle aboutissant au pivotement vertical complet du bateau ; le freestyle comporte de nombreuses figures similaires au surf.
En rivière, un bac consiste à traverser un courant en oblique ; un stop courant consiste à s'arrêter sur le bord ou derrière un caillou en faisant demi-tour ; une reprise de courant consiste, une fois arrêté vers l'amont, à repartir dans le courant ; une lettre à la poste combine une reprise et un stop-courant.

## Histoire et pratique par pays

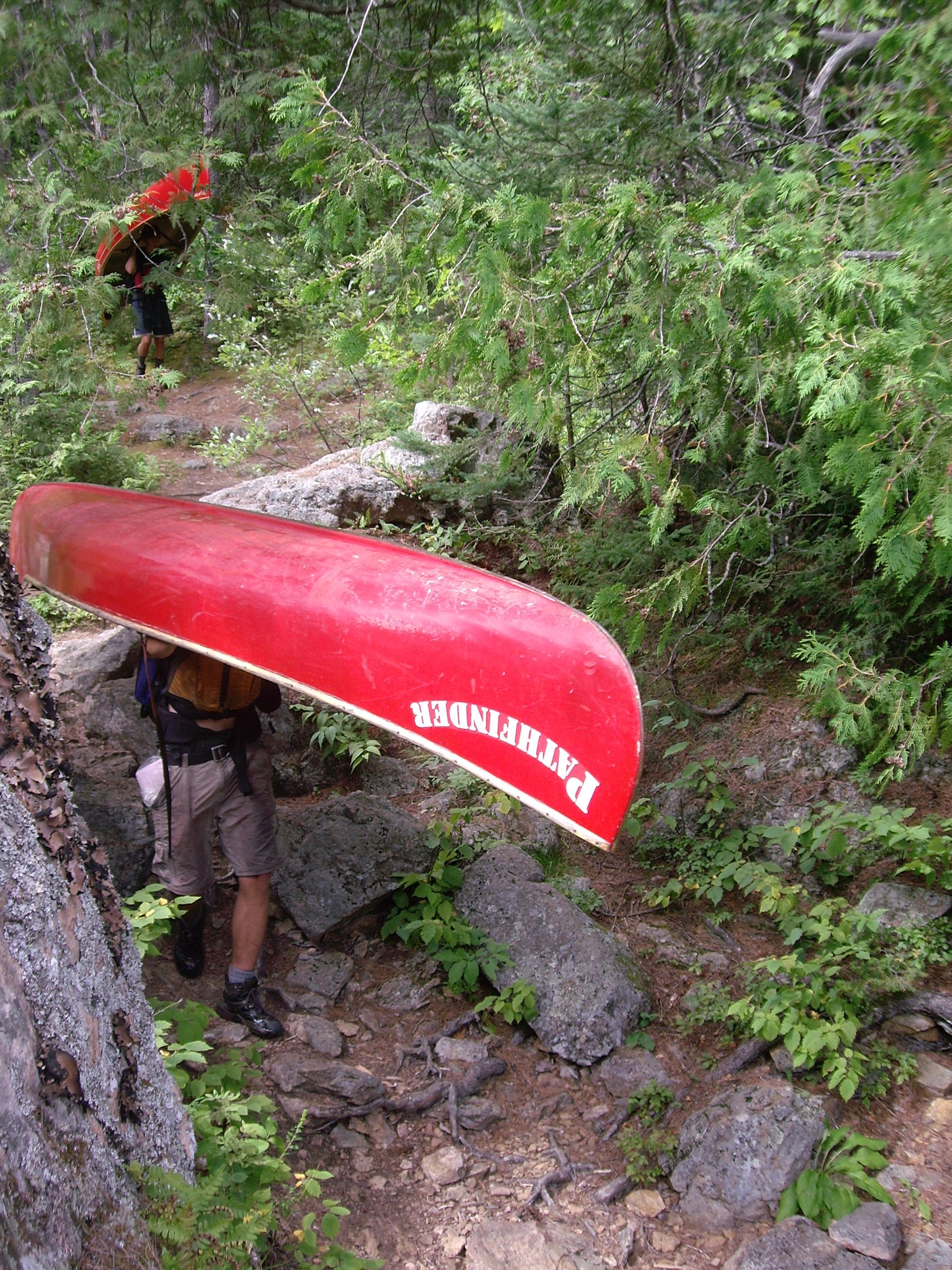
Portage de canoës.

### Canada
Le premier club canadien de canoë est créé en 1860 à Halifax. L’Association Canadienne de Canoë est créée en 1900, et dédiée au canoë de randonnée (nature, chasse, pêche). L'intérêt pour le canoë récréatif disparait au début des années 1930, puis réapparait à partir des années 1950. Mais la diversité des nouveaux loisirs et sports ne donne plus au canoë la place culturelle centrale qu'il avait par le passé, et la majorité des pratiquants se détachent de son origine historique.
À partir des années 1950, les pratiques européennes en eaux vives (kayak, canoë) sont diffusées au Canada. Le premier championnat national de slalom en eaux vives est organisé en 1967 (Elora Gorge, Ontario). De multiples fédérations canadiennes se forment en fonction des différentes pratiques. Pour l'eau-vive, la Canadian White Water Affiliation est formée en 1964. La pratique de la randonnée est soutenu par la Canadian Recreational Canoeing Association fondée en 1972. La pratique de la course marathon est soutenu à partir de 1980 par la Canadian Marathon Canoe Racing Association.

### France
En France, les mots « canoë » et « canoeing » apparaissent pour la première fois dans le journal le Yacht à la suite d'articles parus dans la presse anglaise pour désigner un nouveau sport inventé par Rob Roy MacGregor. L'utilisation de légères embarcations montées par une ou deux personnes pour excursionner au loin donne en France le « Funny de voyage » vite appelé « canoë ». Cette embarcation construite à clins et pontée est mue par des avirons. Au début des années 1880 se crée ainsi le premier « Canoë Club de France ». Ces nouvelles embarcations plus solides que les outriggers de course sont utilisées par les vétérans des clubs d'aviron pour des courses de longue haleine. La voile et la pagaie double sont plus rarement employées, contrairement aux canoës anglais.
Un deuxième « Canoë Club de France » (CCF) voit le jour en 1904 sous l'impulsion d'Albert Glandaz. À l'inverse des Anglais, on y interdit la compétition pour favoriser les voyages au long cours et en rapporter leurs descriptions. Ainsi se feront de multiples récits de croisière qui sont à l'origine de tous les guides publiés sous l'égide du CCF ou du Touring Club de France dont le président du Comité Nautique n'est autre qu'A. Glandaz. L'émulation à l'intérieur du CCF ne dépend que de l'envie de faire des "premières" (descentes). Et comme ces premières sont de plus en plus difficiles, le type d'embarcation évolue avec le type de navigation. Le canoë canadien était apparu en France dès les Expositions Universelles de 1878, 1889 et 1900 sans jamais susciter le moindre intérêt commercial. Les Français connaissaient la pagaie double (périssoires, podoscaphes), mais son usage dans un canoë canadien n'était pas probant. Il fallut attendre 1920 pour que l'usage de la pagaie simple soit expliqué aux Français par le capitaine Smith. Dès lors la voie du succès fut ouverte à ce type d'embarcation.
Les activités sportives et de loisir sont gérées par la Fédération française de canoë-kayak, membre de la Fédération internationale de canoë.
Le canoë est très largement pratiqué en dehors du cadre des compétitions sportives, que ce soit sur des rivières relativement calmes comme l'Ardèche, la Loue ou la Dordogne, ou sur des torrents de montagne tels l'Ubaye, le Verdon. Dans le Morvan, la Cure et le Chalaux sont les rivières fétiches des pratiquants parisiens.